# Liste der Bürgermeister von Nijmegen
Dies ist die Liste der Bürgermeister von Nijmegen in der niederländischen Provinz Gelderland.
| Bürgermeister                               | Bürgermeister                                 | Bürgermeister                                 | Bürgermeister                                 | Bürgermeister                                 | Bürgermeister                                 | Partei | Partei | Amtszeit  | Anmerkungen   |
| ------------------------------------------- | --------------------------------------------- | --------------------------------------------- | --------------------------------------------- | --------------------------------------------- | --------------------------------------------- | ------ | ------ | --------- | ------------- |
| Arend François van den Steen                | Arend François van den Steen                  |                                               | Johannes Wilhelmus Pels                       |                                               | Paulus Straalman                              |        |        | 1816–1818 |               |
| Arend François van den Steen                | Arend François van den Steen                  | Dirk van Lijnden                              | Johannes Wilhelmus Pels                       | Dirk van Lijnden                              | 1819–1824                                     |        |        |           |               |
| Arend François van den Steen                | Arend François van den Steen                  | Arend François van den Steen                  | Arend François van den Steen                  | Arend François van den Steen                  | Arend François van den Steen                  |        |        | 1824–1830 |               |
| Dirk van Lijnden                            | Dirk van Lijnden                              | Dirk van Lijnden                              | Dirk van Lijnden                              | Dirk van Lijnden                              | Dirk van Lijnden                              |        |        | 1830–1837 |               |
| François Pierre Bijleveld                   | François Pierre Bijleveld                     | François Pierre Bijleveld                     | François Pierre Bijleveld                     | François Pierre Bijleveld                     | François Pierre Bijleveld                     |        |        | 1837–1874 |               |
| Pieter Claude Bijleveld                     | Pieter Claude Bijleveld                       | Pieter Claude Bijleveld                       | Pieter Claude Bijleveld                       | Pieter Claude Bijleveld                       | Pieter Claude Bijleveld                       |        |        | 1875–1898 |               |
| Franciscus Maria Amandus van Schaeck Mathon | Franciscus Maria Amandus van Schaeck Mathon   | Franciscus Maria Amandus van Schaeck Mathon   | Franciscus Maria Amandus van Schaeck Mathon   | Franciscus Maria Amandus van Schaeck Mathon   | Franciscus Maria Amandus van Schaeck Mathon   |        |        | 1898–1929 |               |
| Joseph Steinweg                             | Joseph Steinweg                               | Joseph Steinweg                               | Joseph Steinweg                               | Joseph Steinweg                               | Joseph Steinweg                               |        | RKSP   | 1929–1942 |               |
|                                             | Petrus Ignatius Josephus Maria van der Velden | Petrus Ignatius Josephus Maria van der Velden | Petrus Ignatius Josephus Maria van der Velden | Petrus Ignatius Josephus Maria van der Velden | Petrus Ignatius Josephus Maria van der Velden |        | RKSP   | 1942–1943 | kommissarisch |
| Marius van Lokhorst                         | Marius van Lokhorst                           | Marius van Lokhorst                           | Marius van Lokhorst                           | Marius van Lokhorst                           | Marius van Lokhorst                           |        | NSB    | 1943–1944 |               |
|                                             | Petrus Ignatius Josephus Maria van der Velden | Petrus Ignatius Josephus Maria van der Velden | Petrus Ignatius Josephus Maria van der Velden | Petrus Ignatius Josephus Maria van der Velden | Petrus Ignatius Josephus Maria van der Velden |        | RKSP   | 1944      | kommissarisch |
| Charles Hustinx                             | Charles Hustinx                               | Charles Hustinx                               | Charles Hustinx                               | Charles Hustinx                               | Charles Hustinx                               |        | KVP    | 1944–1967 |               |
| Theo de Graaf                               | Theo de Graaf                                 | Theo de Graaf                                 | Theo de Graaf                                 | Theo de Graaf                                 | Theo de Graaf                                 |        | KVP    | 1967–1977 |               |
| Frans Hermsen                               | Frans Hermsen                                 | Frans Hermsen                                 | Frans Hermsen                                 | Frans Hermsen                                 | Frans Hermsen                                 |        | CDA    | 1978–1987 |               |
| Ien Dales                                   | Ien Dales                                     | Ien Dales                                     | Ien Dales                                     | Ien Dales                                     | Ien Dales                                     |        | PvdA   | 1987–1989 |               |
|                                             | Ed d’Hondt                                    | Ed d’Hondt                                    | Ed d’Hondt                                    | Ed d’Hondt                                    | Ed d’Hondt                                    |        | PvdA   | 1990–2000 |               |
|                                             | Joop Tettero                                  | Joop Tettero                                  | Joop Tettero                                  | Joop Tettero                                  | Joop Tettero                                  |        | CDA    | 2000–2001 | kommissarisch |
| Guusje ter Horst                            | Guusje ter Horst                              | Guusje ter Horst                              | Guusje ter Horst                              | Guusje ter Horst                              | Guusje ter Horst                              |        | PvdA   | 2001–2007 |               |
| Wim Dijkstra                                | Thom de Graaf                                 | Thom de Graaf                                 | Thom de Graaf                                 | Thom de Graaf                                 | Thom de Graaf                                 |        | D66    | 2007–2012 |               |
|                                             | Wim Dijkstra                                  | Wim Dijkstra                                  | Wim Dijkstra                                  | Wim Dijkstra                                  | Wim Dijkstra                                  |        | PvdA   | 2012      | kommissarisch |
| Hubert Bruls                                | Hubert Bruls                                  | Hubert Bruls                                  | Hubert Bruls                                  | Hubert Bruls                                  | Hubert Bruls                                  |        | CDA    | 2012–     |               |

### Belege
- Lijst van burgemeesters. Huis van de Nijmeegse Geschiedenis (niederländisch)

### Einzelbelege
1. ↑  Wim Dijkstra (PvdA) waarnemer in Nijmegen. In: AD. De Persgroep Nederland, 11. Januar 2012, abgerufen am 11. Februar 2019 (niederländisch).